# 東京ブルース (映画)
『東京ブルース』（とうきょうブルース）は、1939年（昭和14年）製作・公開、斎藤寅次郎監督による日本の長篇劇映画、音楽映画である。

## 略歴・概要
現代劇のスタジオ・東宝映画東京撮影所（現在の東宝スタジオ）が製作した日本の初期のミュージカル映画である。東宝映画（現在の東宝）が配給し、1939年9月30日、東京・有楽町の日本劇場を皮切りに全国公開された。同時上映は同撮影所製作、阿部豊監督の『女の教室 中・後篇』である。
本作の上映用プリントは、現在、東京国立近代美術館フィルムセンターには所蔵されてはいない。

## スタッフ・作品データ
- 製作 : 滝村和男
- 演出 : 斎藤寅次郎
- 脚本 : 菊田一夫
- 撮影 : 立花幹也
- 照明 : 佐藤快哉
- 美術 : 中古智
- 録音 : 村山絢二
- 音楽 : 鈴木静一

- 製作 : 東宝映画東京撮影所
- 上映時間 （巻数 / メートル） : 63分 （8巻 / 1,719メートル）
- フォーマット : 白黒映画 - スタンダード・サイズ（1.37:1） - モノラル録音
- 初回興行 : 有楽町・日本劇場

## キャスト
- 川田義雄
- 奥山彩子
- ディック・ミネ
- 渡辺篤
- サトウ・ロクロウ
- 杉寛
- 英百合子
- 清川虹子

## 註
1. ↑  女の教室 中・後篇、日本映画データベース、2010年2月1日閲覧。
2. ↑  所蔵映画フィルム検索システム、東京国立近代美術館フィルムセンター、2010年2月1日閲覧。